# Superliga de Serbia 2021-22
La temporada 2021-22 es la 16ª edición de la Superliga de Serbia, la máxima categoría del fútbol serbio. La competición se inició el 16 de julio de 2021 y finalizara en mayo de 2022.
Estrella Roja es el campeón defensor tras ganar el 32.° título de liga y séptimo de Superliga la temporada pasada.

## Formato
Los 16 equipos participantes jugaron entre sí todos contra todos dos veces totalizando 30 partidos cada uno. Al término de la fecha 30 los 8 primeros pasaron a jugar en el Grupo campeonato, mientras que los 8 restantes lo hicieron en el Grupo descenso: dentro de cada grupo los equipos jugaron entre sí una sola vez, sumando 7 partidos más.
El primer clasificado del grupo campeonato obtiene un cupo para la segunda ronda de la Liga de Campeones 2022-23, mientras que el segundo y tercer clasificado obtienen un cupo para la segunda ronda de la Liga Europa Conferencia 2022-23; por otro lado los dos últimos clasificados del grupo descenso descienden a la Prva Liga Srbija 2022-23 y el 14º y el 13º jugarán la promoción de descenso.
Un tercer cupo para la segunda ronda de la Liga Europa Conferencia 2022-23 es asignado al campeón de la Copa de Serbia.

## Ascensos y descensos
| Pos. | Descendidos de la Superliga de Serbia 2020-21 |
| ---- | --------------------------------------------- |
| 15.º | Rad                                           |
| 16.º | Javor Ivanjica                                |
| 17.º | Inđija                                        |
| 18.º | Zlatibor                                      |
| 19.º | Mačva Šabac                                   |
| 20.º | Bačka                                         |

| Pos. | Ascendidos de la Primera Liga Serbia 2020-21 |
| ---- | -------------------------------------------- |
| 1.º  | Radnički 1923                                |
| 2.º  | Kolubara                                     |

## Equipos participantes
| Equipo            | Ciudad           | Estadio                  | Capacidad |
| ----------------- | ---------------- | ------------------------ | --------- |
| Čukarički         | Belgrado         | Stadion Čukarički        | 4.070     |
| Estrella Roja     | Belgrado         | Estadio Estrella Roja    | 55.538    |
| Metalac           | Gornji Milanovac | Estadio Metalac          | 4.400     |
| Mladost Lučani    | Lučani           | Stadion Mladost Lučani   | 5.944     |
| Napredak Kruševac | Kruševac         | Stadion Mladost Kruševac | 10.311    |
| Novi Pazar        | Novi Pazar       | Estadio Novi Pazar       | 13.000    |
| Partizan          | Belgrado         | Estadio Partizan         | 32.710    |
| Proleter Novi Sad | Novi Sad         | Estadio Karađorđe        | 14.458    |
| Radnički Niš      | Niš              | Stadion Čair             | 18.151    |
| Radnik Surdulica  | Surdulica        | Surdulica City Stadium   | 3.312     |
| Spartak Subotica  | Subotica         | Gradski stadion Subotica | 13.000    |
| TSC               | Bačka Topola     | TSC Arena                | 4.500     |
| Vojvodina         | Novi Sad         | Estadio Karađorđe        | 14.458    |
| Voždovac          | Belgrado         | Stadion Voždovac         | 5.175     |

## Tabla de posiciones

### Temporada regular
| Pos. | Equipo            | Pts. | PJ | G  | E  | P  | GF | GC | Dif. | Clasificación    |
| ---- | ----------------- | ---- | -- | -- | -- | -- | -- | -- | ---- | ---------------- |
| 1    | Estrella Roja     | 81   | 30 | 26 | 3  | 1  | 79 | 17 | +62  | Grupo Campeonato |
| 2    | Partizán          | 79   | 30 | 25 | 4  | 1  | 68 | 10 | +58  | Grupo Campeonato |
| 3    | Čukarički         | 54   | 30 | 14 | 12 | 4  | 48 | 27 | +21  | Grupo Campeonato |
| 4    | TSC Bačka Topola  | 41   | 30 | 11 | 8  | 11 | 44 | 41 | +3   | Grupo Campeonato |
| 5    | Voždovac          | 40   | 30 | 11 | 7  | 12 | 41 | 37 | +4   | Grupo Campeonato |
| 6    | Radnički Niš      | 40   | 30 | 9  | 13 | 8  | 32 | 33 | −1   | Grupo Campeonato |
| 7    | Vojvodina         | 36   | 29 | 10 | 6  | 13 | 36 | 39 | −3   | Grupo Campeonato |
| 8    | Mladost Lučani    | 36   | 30 | 10 | 6  | 14 | 38 | 44 | −6   | Grupo Campeonato |
| 9    | Napredak Kruševac | 34   | 29 | 9  | 7  | 13 | 30 | 36 | −6   | Grupo Descenso   |
| 10   | Spartak Subotica  | 34   | 30 | 9  | 7  | 14 | 35 | 49 | −14  | Grupo Descenso   |
| 11   | Kolubara          | 34   | 30 | 10 | 4  | 16 | 32 | 56 | −24  | Grupo Descenso   |
| 12   | Radnik Surdulica  | 33   | 29 | 7  | 12 | 10 | 22 | 31 | −9   | Grupo Descenso   |
| 13   | Radnički 1923     | 30   | 29 | 8  | 6  | 15 | 27 | 50 | −23  | Grupo Descenso   |
| 14   | Proleter Novi Sad | 29   | 29 | 8  | 5  | 16 | 25 | 47 | −22  | Grupo Descenso   |
| 15   | Metalac G. M.     | 27   | 29 | 7  | 6  | 16 | 36 | 51 | −15  | Grupo Descenso   |
| 16   | Novi Pazar        | 25   | 29 | 5  | 10 | 14 | 25 | 47 | −22  | Grupo Descenso   |

 Fuente: SuperLiga (en serbio)
Criterios de clasificación: 1) Puntos; 2) Puntos en partidos directos; 3) Gol diferencia en partidos directos; 4) Goles anotados en partidos directos; 5) Goles de visitante en partidos directos (si dos equipos están empatados); 6) Gol diferencia; 7) Goles anotados; 8) Ranking Fair Play; 9) Sorteo.

## Grupo campeonato
| Pos. | Equipo            | Pts. | PJ | G  | E  | P  | GF | GC | Dif. |                                             |
| ---- | ----------------- | ---- | -- | -- | -- | -- | -- | -- | ---- | ------------------------------------------- |
| 1    | Estrella Roja (C) | 100  | 37 | 32 | 4  | 1  | 95 | 19 | +76  | Tercera ronda de la Liga de Campeones       |
| 2    | Partizan          | 98   | 37 | 31 | 5  | 1  | 85 | 13 | +72  | Tercera ronda de la Liga Europa             |
| 3    | Čukarički         | 60   | 37 | 15 | 15 | 7  | 54 | 34 | +20  | Segunda ronda de la Liga Europa Conferencia |
| 4    | Radnički Niš      | 51   | 37 | 12 | 15 | 10 | 40 | 39 | +1   | Segunda ronda de la Liga Europa Conferencia |
| 5    | Voždovac          | 49   | 37 | 13 | 10 | 14 | 48 | 45 | +3   |                                             |
| 6    | TSC Bačka Topola  | 48   | 37 | 13 | 9  | 15 | 51 | 56 | −5   |                                             |
| 7    | Vojvodina         | 45   | 37 | 13 | 6  | 18 | 44 | 51 | −7   |                                             |
| 8    | Napredak Kruševac | 38   | 37 | 10 | 8  | 19 | 31 | 51 | −20  |                                             |

 Fuente: SuperLiga
Criterios de clasificación: 1) Points; 2) Points in regular season; 3) Head-to-head points in regular season; 4) Head-to-head goal difference in regular season; 5) Head-to-head goals scored in regular season; 6) Head-to-head away goals scored in regular season (if two teams tied); 7) Goal difference; 8) Goals scored; 9) Fair play ranking; 10) Drawing of lots.

## Grupo descenso
| Pos. | Equipo                | Pts. | PJ | G  | E  | P  | GF | GC | Dif. |                                          |
| ---- | --------------------- | ---- | -- | -- | -- | -- | -- | -- | ---- | ---------------------------------------- |
| 9    | Radnik Surdulica      | 51   | 37 | 12 | 15 | 10 | 37 | 37 | 0    |                                          |
| 10   | Kolubara              | 46   | 37 | 14 | 4  | 19 | 42 | 65 | −23  |                                          |
| 11   | Mladost Lučani        | 45   | 37 | 12 | 9  | 16 | 46 | 52 | −6   |                                          |
| 12   | Spartak Subotica      | 44   | 37 | 12 | 8  | 17 | 45 | 60 | −15  |                                          |
| 13   | Novi Pazar            | 41   | 37 | 10 | 11 | 16 | 39 | 54 | −15  | Promoción de descenso                    |
| 14   | Radnički 1923         | 35   | 37 | 9  | 8  | 20 | 34 | 60 | −26  | Promoción de descenso                    |
| 15   | Metalac G.M. (D)      | 33   | 37 | 8  | 9  | 20 | 42 | 65 | −23  | Descenso a la Segunda División de Serbia |
| 16   | Proleter Novi Sad (D) | 32   | 37 | 8  | 8  | 21 | 25 | 57 | −32  | Descenso a la Segunda División de Serbia |

 Fuente: SuperLiga
Criterios de clasificación: 1) Points; 2) Points in regular season; 3) Head-to-head points in regular season; 4) Head-to-head goal difference in regular season; 5) Head-to-head goals scored in regular season; 6) Head-to-head away goals scored in regular season (if two teams tied); 7) Goal difference; 8) Goals scored; 9) Fair play ranking; 10) Drawing of lots.